# Baixio (Ceará)
Baixio é um município brasileiro do estado do Ceará, localizado na microrregião de Lavras da Mangabeira, mesorregião do Centro-Sul Cearense. Ocupa uma área de 146,442 km².

## Etimologia
O topônimo Baixio vem do português e foi dado a este município devido a acidentes geográficos da região caracterizados por áreas inundadas e submersas. Sua primeira denominação foi Baixio, porém, com a transferência de sua sede possou a ser chamada de Umari, e com mais uma mudança de sede passou a ser chamada de Alagoinha (hoje denominada de Ipaumirim) e, desde 1932, novamente Baixio.

## História
Localizado na região onde antes habitavam os índios kariri, este surge como núcleo urbano a partir de uma fazenda de gado do coronel Liberalino de Carvalho, e com a abertura do ramal da estrada de ferro da Rede de Viação Cearense para o estado da Paraíba no século XX, desta forma consolidando-se na época como centro urbano mais populoso na região. Durante muito tempo teve sua economia impulsionada pela grande safra de algodão mas, devido a proliferação do bicudo por volta da década de 1970, esse cultivo praticamente extinguiu-se.

## Geografia

### Subdivisão
O município possui um distrito, Jurema.

### Clima
Tropical quente semiárido.

### Hidrografia e recursos hídricos
Pluviometria média de 888,7  mm com chuvas concentradas de janeiro a abril.Os principais riachos são: Caio Prado e Pendência, afluentes do Rio Salgado. A Barragem do Jenipapeiro Construída pelo Governo do Estado do Ceará, com capacidade para 43 400 000 m³, será a principal fonte de água dos municípios de Umari, Baixio e Ipaumirim, está localizada, 97% nos Sítio Jenipapeiro e Lagoa Tapada, do município de Umari, e, 3% no Sítio Xique-xique município de Baixio e teve sua obra concluída em Novembro de 2011.

### Relevo e solos
A sua principal elevação é a Serra das Pombas. Possui dois tipos principais de solo: latossolo e sedimentar.

### Vegetação
A vegetação é bastante diversificada, apresentando domínios de cerradão, caatinga (tipo predominante)e cerrado.

## Economia
Agricultura: algodão arbóreo, herbáceo, goiaba, arroz e principalmente o milho e o feijão.
Pecuária: bovinocultura, caprinocultura, suinocultura, apicultura e criação de peixes.
Comércio: possui diversas microempresas nas variadas áreas do comércio.

## Cultura

### Os principais eventos são
- Carnaval (fevereiro);
- Paixão de Cristo (Grupo de Teatro Renascendo Para Arte-Diretor/produtor:Leomai Alves - (Sexta feira da semana santa);
- Baixio Festeiro - Forró e quadrilhas locais -Junina Forroxeira  Diretor: Leomai Alves (Junho)
- Junina Ritmo Quente. Diretor: Emeilson Ribeiro
- Semana do Município (setembro);
- Festa do Padroeiro São Francisco (de 27 de setembro a 4 de outubro);
- Natal de Luz (Dezembro).